# Hôtel Bouhier de Savigny
L’Hôtel Bouhier de Savigny est un hôtel particulier de la ville de Dijon situé dans son secteur sauvegardé au 12 rue Vauban.
Il est inscrit au titre des monuments historiques depuis 1928.

## Historique

### Construction auXVIIesiècle
Il fut construit vers 1640 par un membre de la Maison Bouhier de Savigny

### La Révolution
Le citoyen André-Antoine Bernard dit Pioche Fer Bernard est envoyé en mission à Dijon, par le Comité de salut public, il y arrive le 3 février 1794 et de suite s'installe dans l'Hôtel Bouhier de Savigny propriété du Président : Jean Vivant Micault de Corbeton, émigré. 
Ce dernier parti avec son épouse en octobre 1789, est rentré entre le 9 février et le 8 mai 1792, échappant théoriquement à la sanction du double impôt pour l'année en cours.
Il s'installe à Luxeuil et fournit les certificats de résidence. Malgré cela, le Directoire du département confisque ses biens le 3 novembre 1793 (13 Brumaire an II). L'inventaire de tous ses biens est établi
Il est incarcéré à la prison de Luxeuil. Le Ministre de l'Intérieur adresse une lettre au Directoire du département pour plaider en sa faveur le 29 novembre 1793, mais n'obtiendra pas gain de cause.
Il est transféré au château de Dijon le 13 février 1794 (25 Pluviôse An II), sur réquisition de Pioche Fer Bernard. Le 22 février 1794 (4 Ventôse An II), il est transféré à La Conciergerie sous l'inculpation d'avoir émigré.
Pioche Fer Bernard est assez content de son installation dans ce bâtiment, comme il l'écrit :« ...Mon coup d'essai a été de prendre gîte dans la maison de Crésus Micault, président du Parlement, et j'ai eu assez bon nez, car outre que la cave est meublé de très bon vin, c'est qu'il s'y est trouvé quelques petites armoiries qui m'ont mis dans le cas de faire confisquer au profit de la nation ce superbe hôtel, bien plus richement meublé que le château de Montbéliard. J'ai donc fait une bonne capture qui, j'espère sera suivies de quelques autres, et en outre j'envoie chercher le maître de Luxeuil pour le faire juger émigré. Si cela est , 4 000,000 livres de rente vont tomber dans les coffres de la nation  »
Après avoir mis la pression sur le Tribunal et exigé un jugement rapide, il obtient la tête de Micault de Corbeton qui est guillotiné le 17 mars 1794 sur la place du Morimont (aujourd'hui place Émile Zola)
Quelque temps après la mort de Robespierre, les six sections révolutionnaires de Dijon envoient à la Convention nationale une dénonciation pour Pioche Fer Bernard, l'accusant :«  d'avoir envoyé ce vieillard à l'échafaud et d'après l'inventaire fait après ses 69 jours passés dans l'Hôtel Bouhier de Savigny, d'avoir subtilisé 537 bouteilles de grands crus, dont 38 bouteilles de Chambertin et une pièce trois quarts de Santenay, ainsi que la casse de beaucoup de vaisselle »

## Galeries de photographies

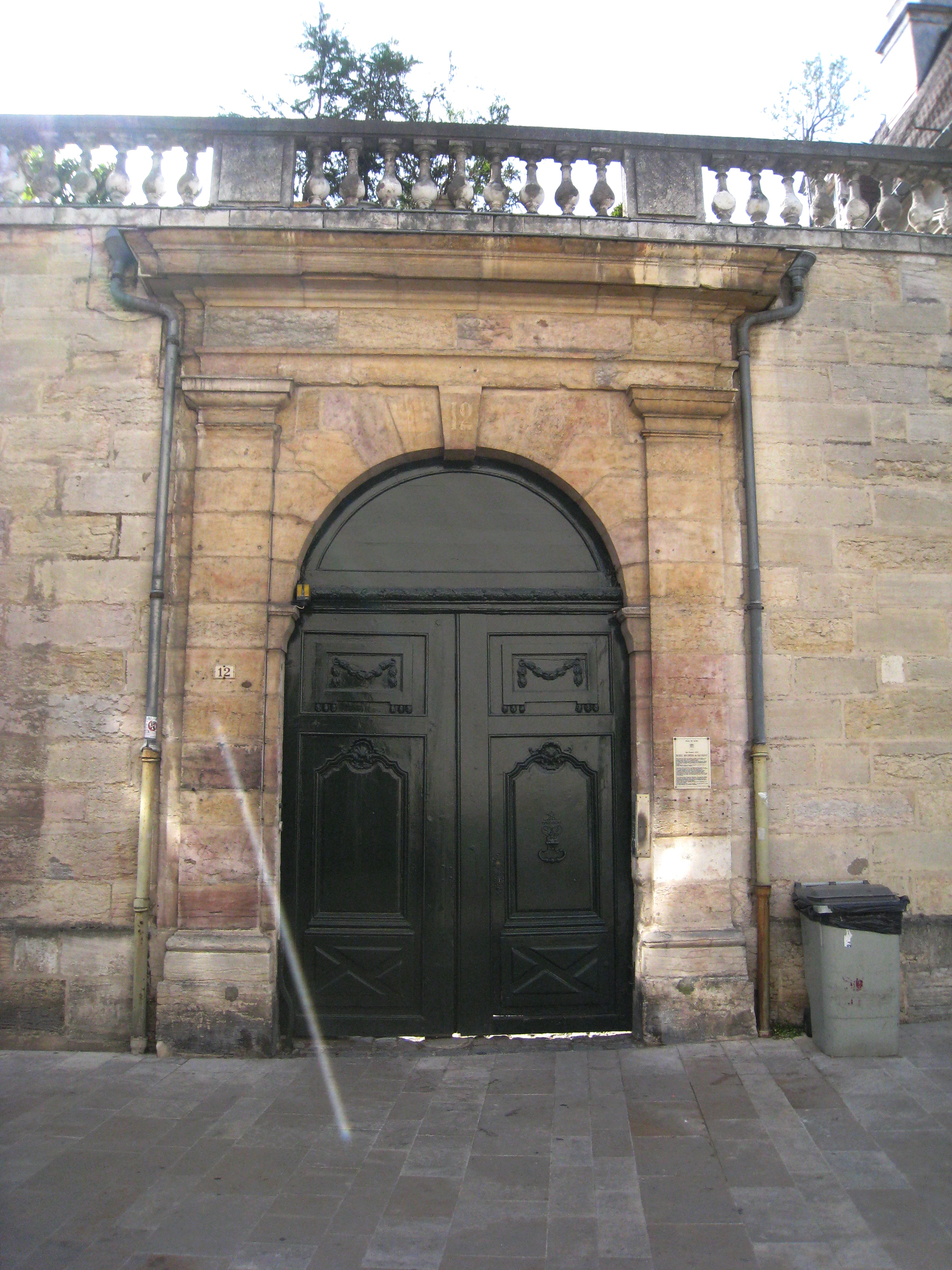
Porche de l'Hôtel Bouhier de Savigny
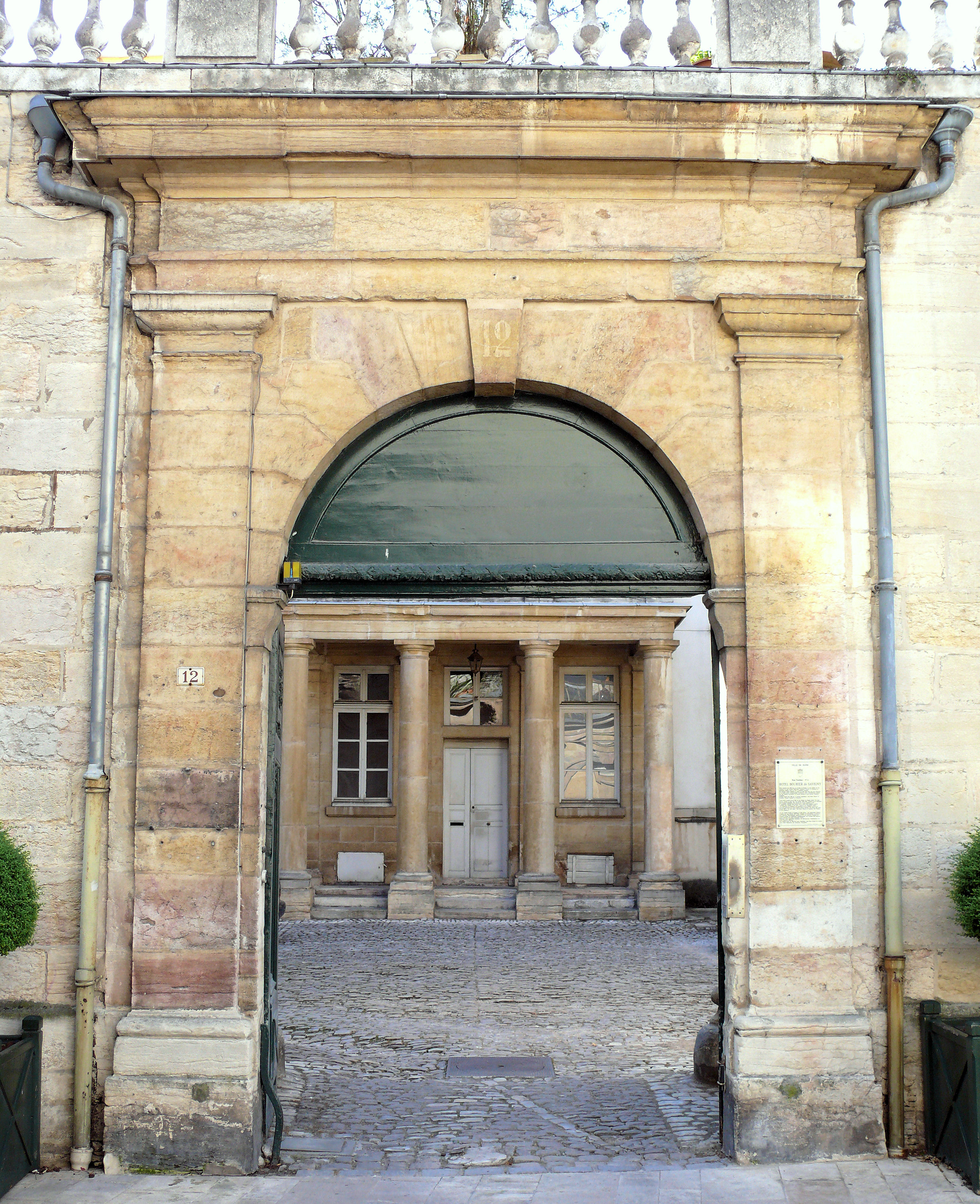
Porche de l'Hôtel Bouhier de Savigny
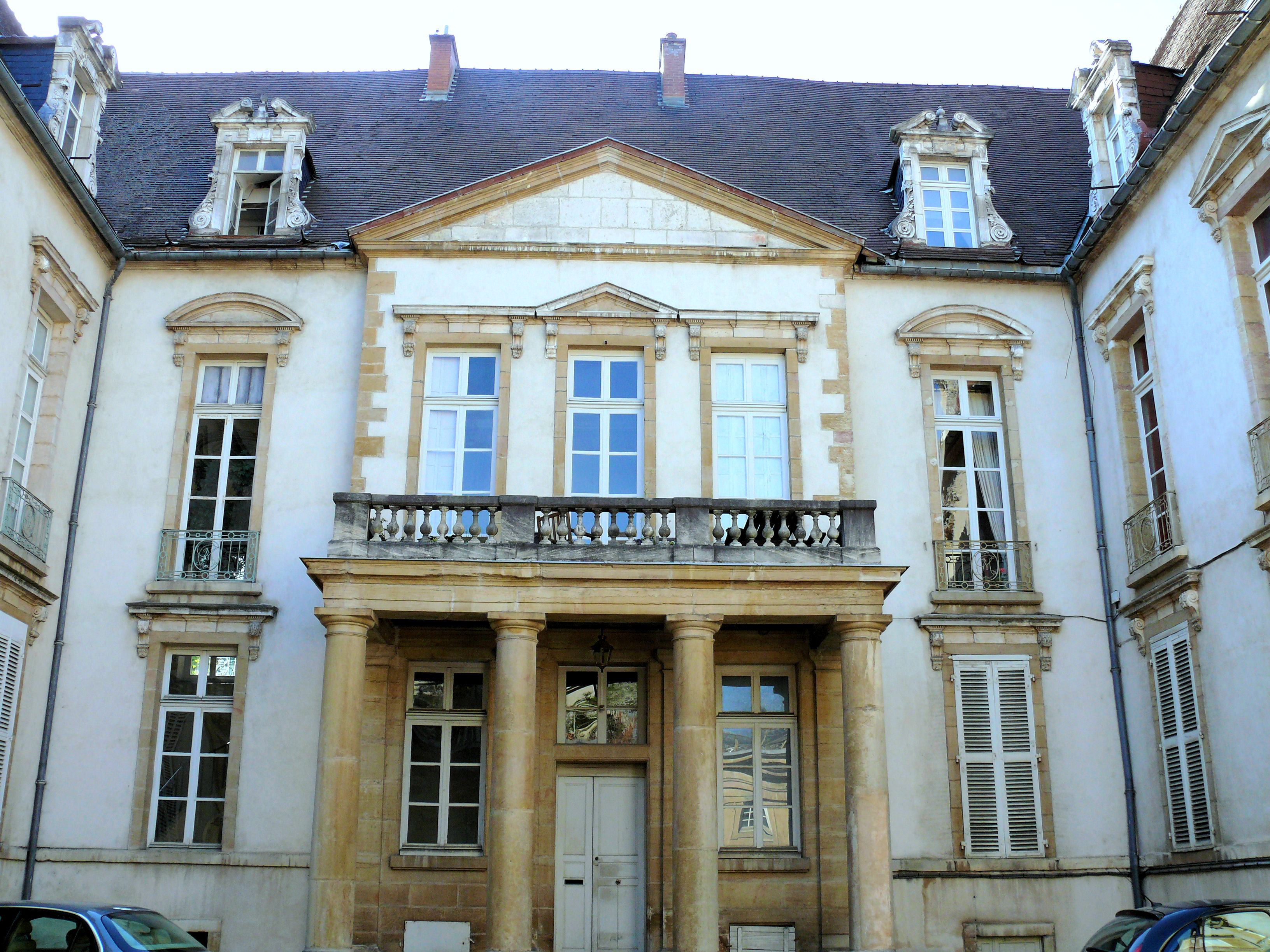
cour de l'Hôtel Bouhier de Savigny, portique ajouté vers 1785 par Jean Vivant Micault de Corbeton
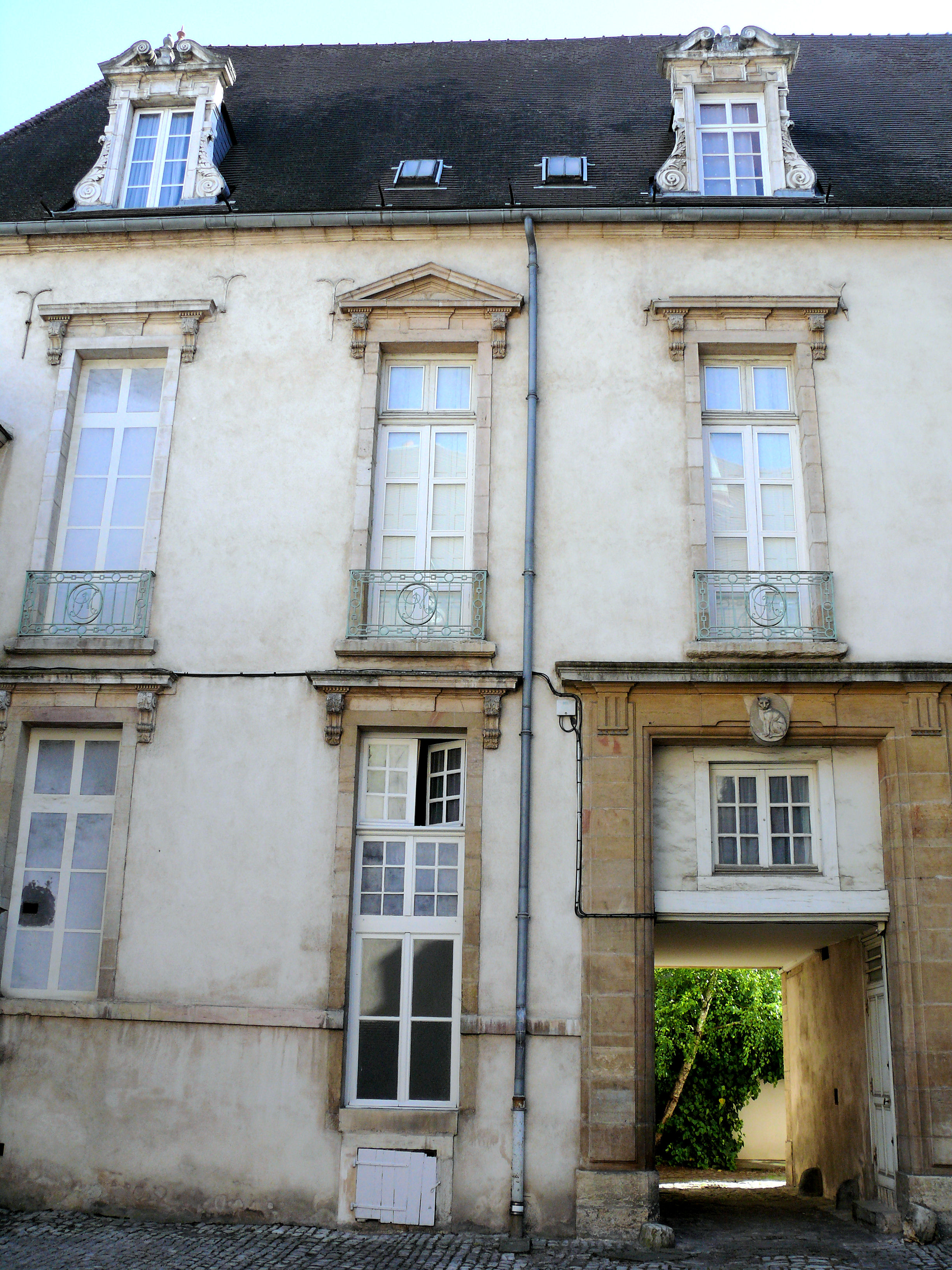
Aile en retour
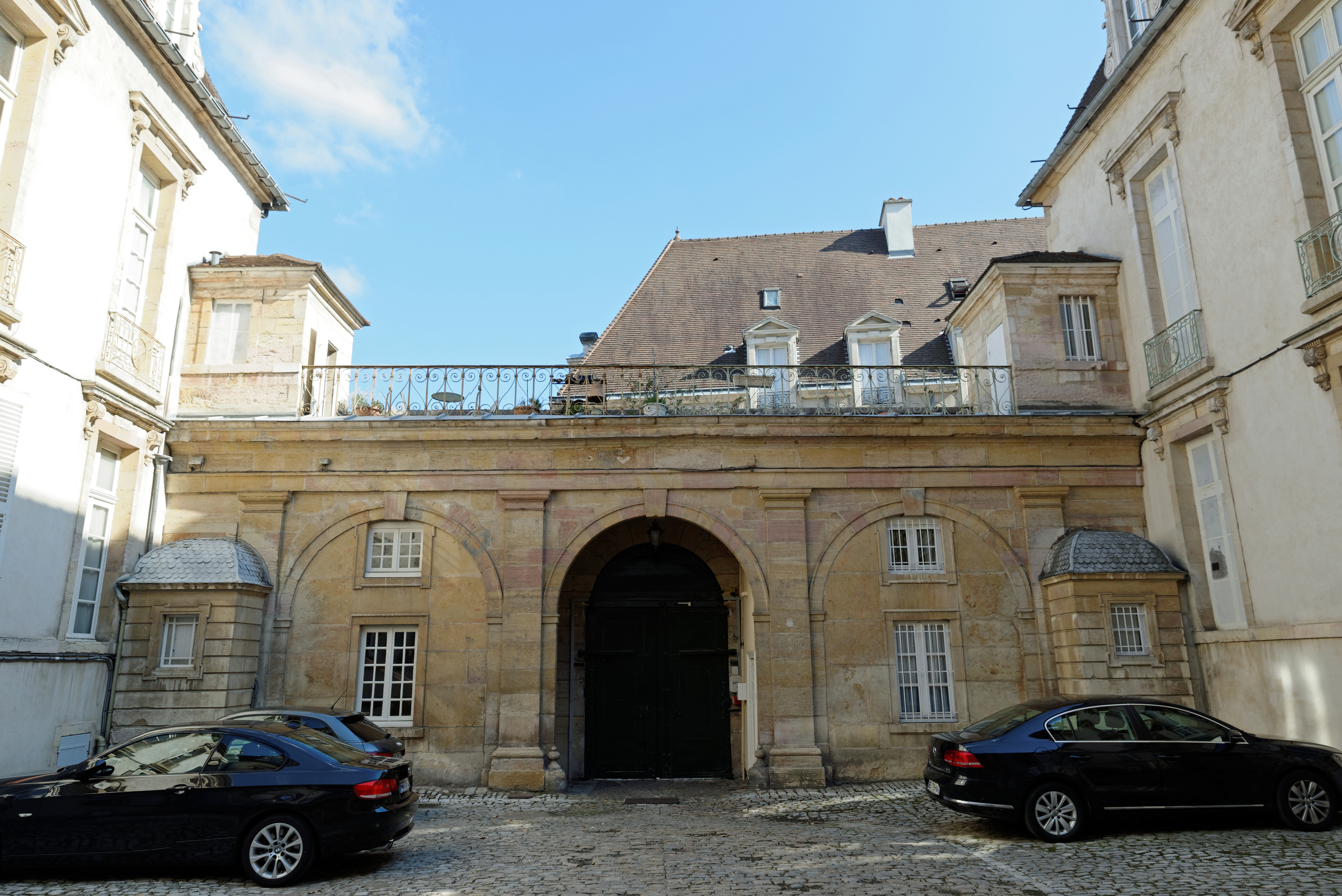
Vue intérieure
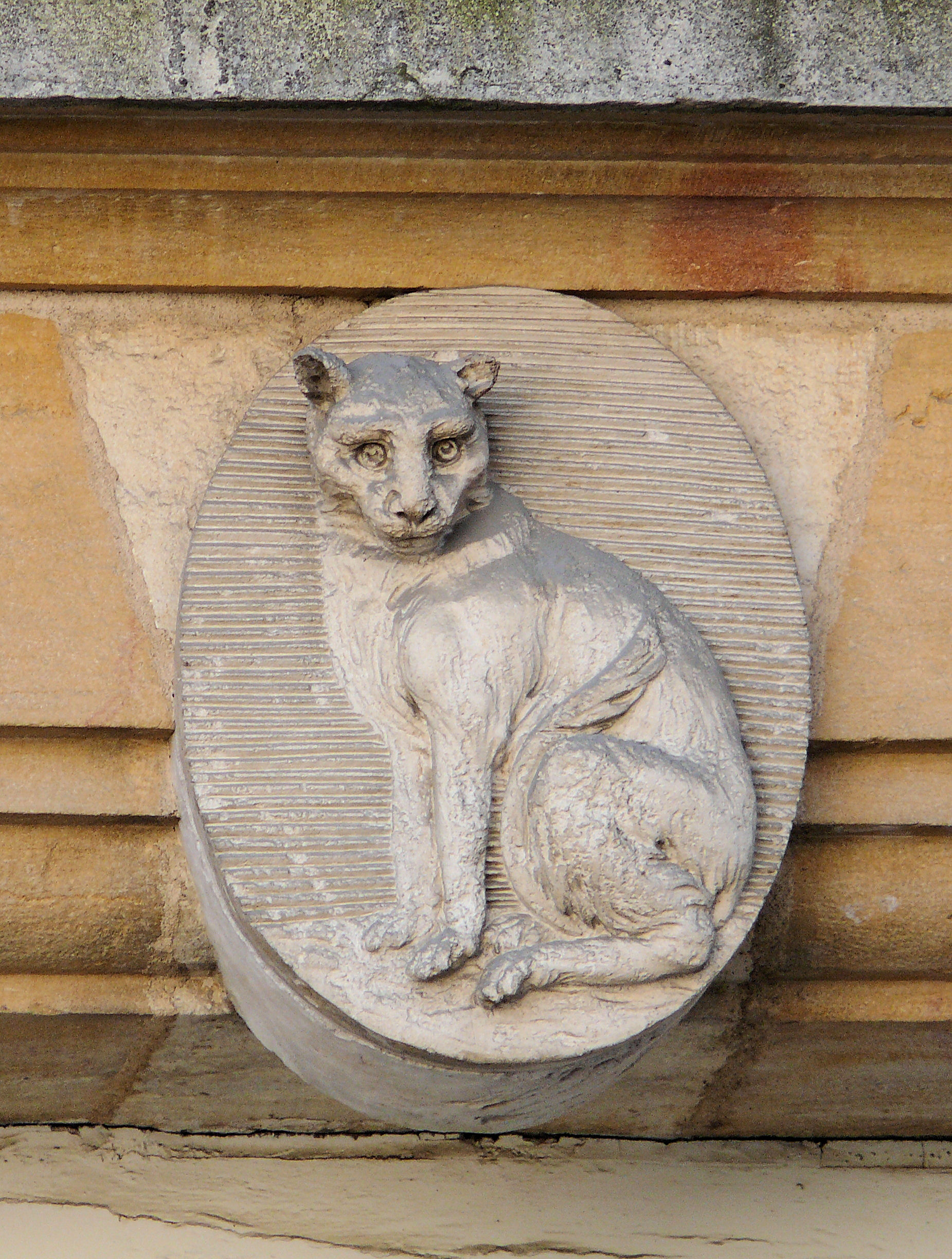
Sculpture d'un chat dans un médaillon au-dessus du passage, à gauche. Animal figurant dans les armes de Jean Vivant Micault de Corbeton
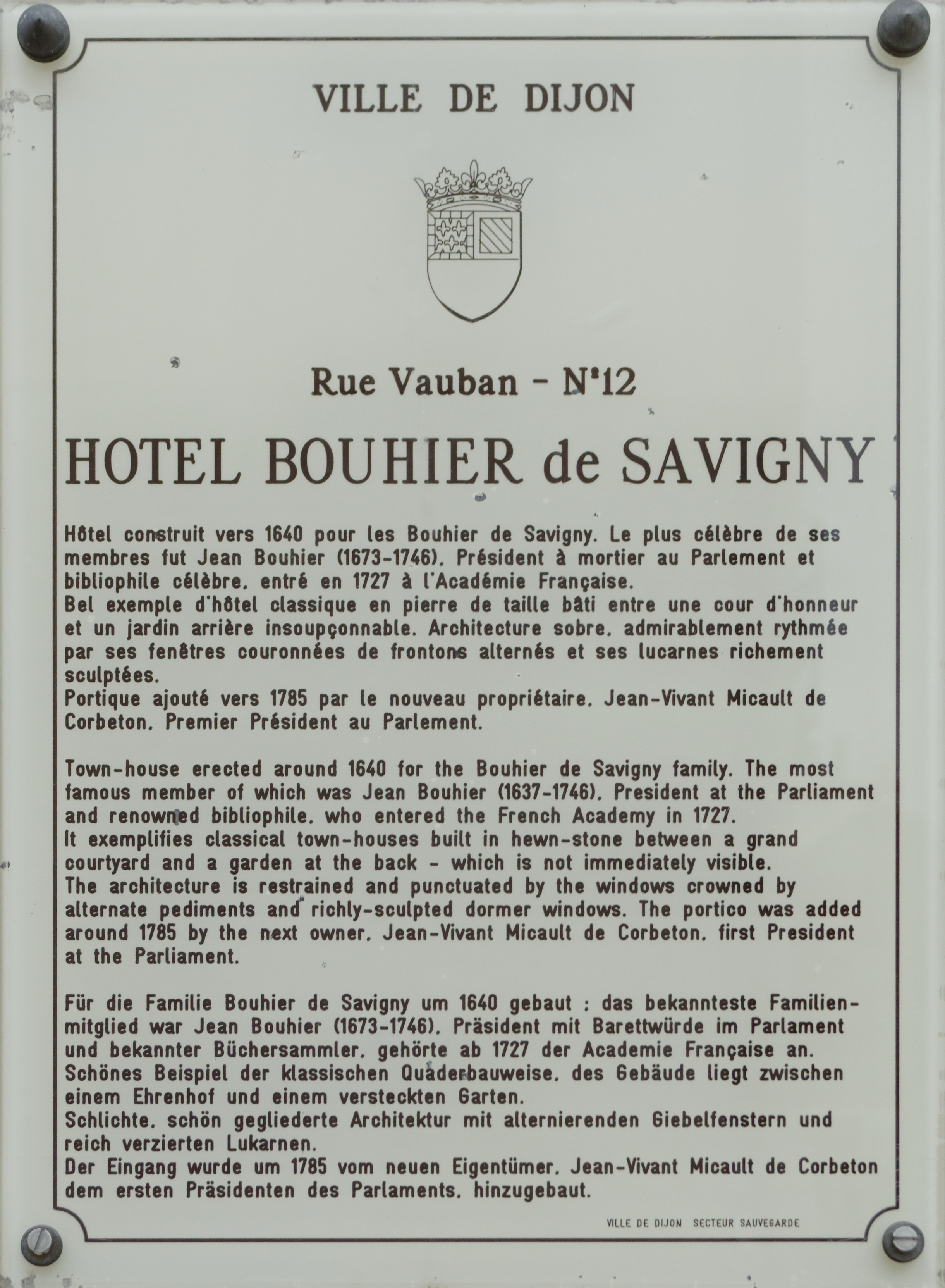
Plaque d'information trilingue (français, anglais, allemand)

## Architecture
C'est le type même de l'hôtel classique en pierre, comprenant une cour d'honneur et un jardin à l'arrière. Possède des fenêtres couronnées de frotons alternés et des lucarnes richement ornées de sculptures.
Le portique du bâtiment dans la cour d'honneur fut rajouté vers 1785 par Jean Vivant Micault de Corbeton. Il fit également sculpter le chat dans un médaillon au-dessus du passage, à gauche, rappelant ainsi ses armoiries.

### Bibliothèque
La splendide bibliothèque que Jean Bouhier de Savigny a héritée de ses ancêtres et qu’il met à la disposition des poètes et des lettrés qu’il reçoit à Dijon dans son hôtel Bouhier de Savigny au 12  rue Vauban. À la fin de sa vie, sa bibliothèque, qu’il n’a eu cesse d’enrichir, compte quelque 35 000 ouvrages et 2 000 manuscrits. « On dit qu’à force de gribouiller dans les marges des livres qu’il annotait tout en les lisant, Bouhier défigurait les plus belles éditions de Henri Estienne et d’Antoine Vérard. Un de ses hôtes a décrit la splendeur sobre des rayons de sa bibliothèque, en bois de rose et drapés de soie, sur lesquels reposaient les éditions rares et les longues rangées de manuscrits. » Toutes ses collections seront dispersées après sa mort et vendues en majeure partie à l’abbaye de Clairvaux en 1784.

## Propriétaires
- 1640 ca - Maison Bouhier de Savigny
- 1673-1746 -  Jean Bouhier de Savigny , Président à Mortier au Parlement, bibliophile célèbre, membre de l'Académie française en 1727
- 1790-1794 - Jean Vivant Micault de Corbeton(10/05/1725-17/03/1794), Président au Parlement de Bourgogne, seigneur de Meilly-sur-Rouvres, Rouvres-sous-Meilly, Saligny, Liernolles, Maconge, Barbirey-sur-Ouche, Santenay, Pommard et autres lieux, dernier marquis de Joncy, époux de Marie Françoise Trudaine. Propriétaire de l'Hôtel Bouhier de Savigny. Mort décapité
- 2013  - Le FRAC (Fonds régional d'art contemporain)